# Derek Daly
Pour les articles homonymes, voir Daly.
Derek Daly, né le 11 mars 1953 à Dundrum, dans la banlieue de Dublin,  est un pilote automobile irlando-américain. Au long d'une carrière de 17 ans, il a remporté le Championnat de Grande-Bretagne de Formule 3 en 1977 et participé à 64 Grands Prix de Formule 1, entre 1978 et 1982.

## Biographie
Derek Daly débute la Formule 1 en 1978, au volant d'une Hesketh privée, lors de trois Grands Prix, sans parvenir à se préqualifier ; il pilote ensuite pour Ensign pour les sept dernières courses de la saison, se qualifie à six reprises et marque son premier point lors de la dernière manche, au Canada.
En 1979, il quitte Ensign après quatre non-qualifications en sept Grands Prix et rejoint Tyrrell Racing pour trois courses, sans marquer de point.
Conservé par Tyrrell en 1980, il obtient deux quatrièmes places et prend la douzième place du championnat. À Monaco, il s'accroche au premier virage avec Bruno Giacomelli, décolle sur la monoplace du pilote italien et atterrit sur celles de son coéquipier Jean-Pierre Jarier et Alain Prost, provoquant un quadruple abandon.
Daly rejoint March en 1981 et connaît une saison difficile, avec sept non-qualifications en quinze Grands Prix et aucun point marqué.
Il dispute les trois premières course de la saison 1982 chez Theodore Racing puis est engagé par Williams pour remplacer Carlos Reutemann parti à la retraite. Il marque huit points en douze Grands Prix et finit treizième du championnat, loin de son coéquipier Keke Rosberg qui remporte le titre. Daly quitte la Formule 1 à l'issue de la saison.
En 1984, alors qu'il concourt dans le championnat CART, il est victime de l'un des plus violents accidents de la série quand il s'écrase dans le mur du Michigan International Speedway à plus de 320 km/h.
Naturalisé citoyen américain depuis 1993, il réside à Noblesville (Indiana) avec sa seconde femme, Rhonda, et leurs trois enfants dont Conor Daly qui pilote lui aussi en Formule Mazda.
Il remporte les 12 Heures de Sebring en 1990 et en 1991. Il commente la Formule 1 aux États-Unis pour ESPN et est la voix officielle d'Indianapolis où il a pris six départs.
En 1990, aux 12 heures de Sebring, il est à la fois vainqueur et deuxième puisqu'il a pris des relais dans les deux monoplaces de son écurie qui réalise le doublé. Le championnat IMSA GT lui apporte également des succès, associé à Geoff Brabham en 1990 aux 500 km Road Atlanta, 3 Heures de West Palm Beach, et 500 km Mid-Ohio, toujours sur Nissan GTP ZX-T officielle.

## Résultats en championnat du monde de Formule 1

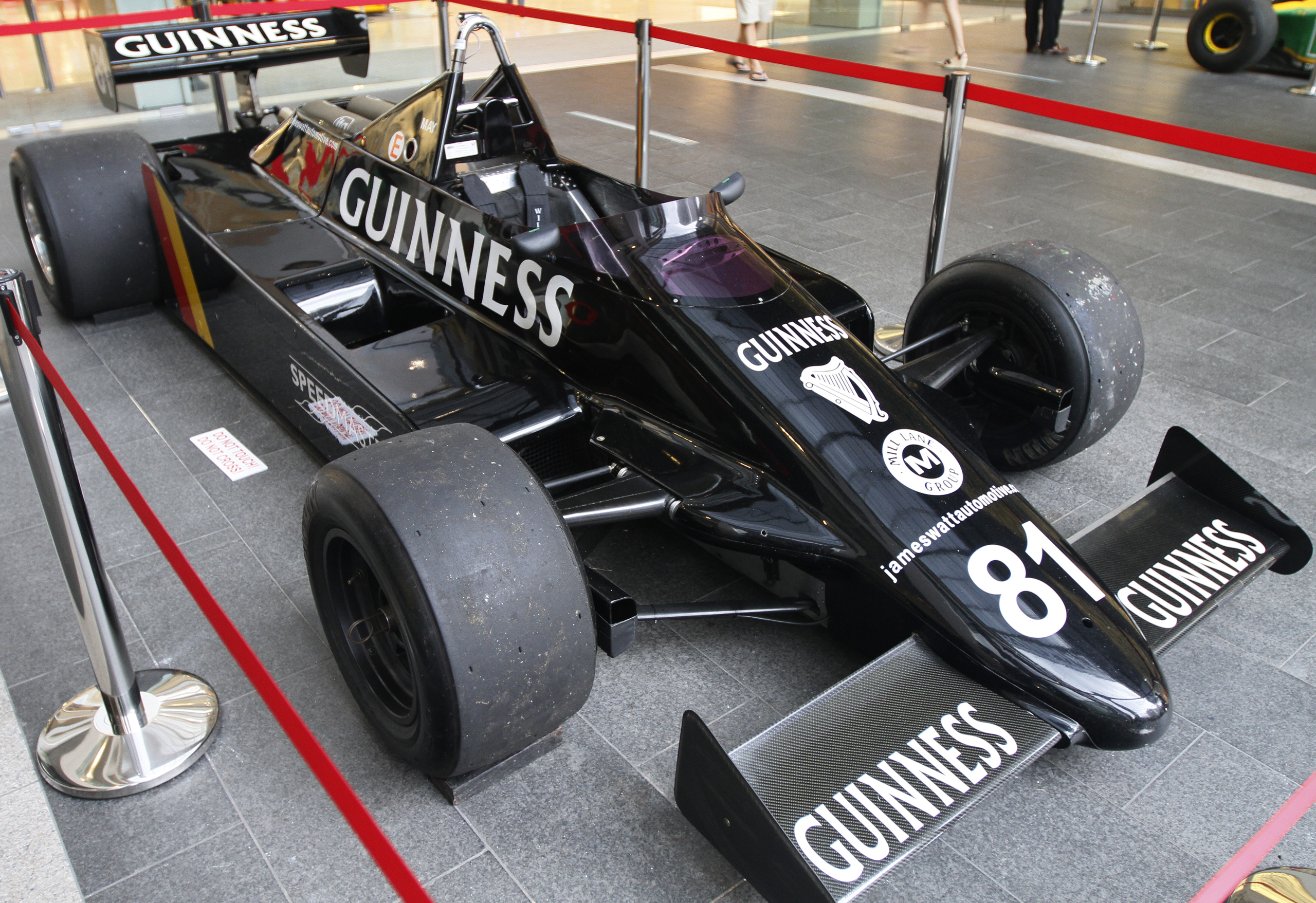
La March 811 pilotée par Derek Daly en 1981

| Saison | Écurie                                 | Châssis        | Moteur      | Pneus         | GP disputés | Points inscrits | Classement |
| ------ | -------------------------------------- | -------------- | ----------- | ------------- | ----------- | --------------- | ---------- |
| 1978   | Team Tissot Ensign                     | 308E N177      | Cosworth V8 | Goodyear      | 6           | 1               | 19e        |
| 1979   | Team Ensign Candy Tyrrell Team         | N177 N179 009  | Cosworth V8 | Goodyear      | 6           | 0               | n.c.       |
| 1980   | Candy Tyrrell Team                     | 009 010        | Cosworth V8 | Goodyear      | 14          | 6               | 12e        |
| 1981   | March Grand Prix Team                  | 811            | Cosworth V8 | Michelin Avon | 8           | 0               | n.c.       |
| 1982   | Theodore Racing Team TAG Williams Team | TY01 TY02 FW08 | Cosworth V8 | Goodyear      | 15          | 8               | 13e        |